# Amblyjoppa sinensis
Amblyjoppa sinensis är en stekelart som först beskrevs av Heinrich 1931.  Amblyjoppa sinensis ingår i släktet Amblyjoppa och familjen brokparasitsteklar. Utöver nominatformen finns också underarten A. s. birmanica.